# Bent Larsen
Jørgen Bent Larsen (4. března 1935, Thisted – 9. září 2010, Buenos Aires) byl dánský šachista, mezinárodní mistr 1954, velmistr 1956. Čtyřikrát se probojoval k zápasům o titul Mistra světa (1965, 1968, 1971 a 1977), při tom zvítězil ve třech Mezipásmových turnajích. Šestkrát se stal dánským přeborníkem. V Utkání století SSSR - Svět hrál na první šachovnici.